# Hans Andersen (homme politique)
Hans Andersen, né le 1er novembre 1974 à Hillerød (Danemark), est un homme politique danois, membre du parti Venstre.

## Biographie
Hans Andersen suit des études à l'école de commerce de Copenhague entre 1994 et 2000, où il obtient un premier diplôme en économie, puis un second en audit.
Engagé au sein du parti Venstre, il commence sa carrière politique en étant élu conseiller municipal de Slangerup en 1993. Il est élu député au Folketing pour la première fois lors des élections législatives de 2001. Il est réélu pour un second mandat en février 2005.
Il retrouve son siège au Folketing lors des élections législatives de septembre 2011. Il est ensuite réélu en 2015, 2019 et 2022,,.
En janvier 2024, il est nommé par Troels Lund Poulsen, le ministre de la Défense, comme commissaire de la garde nationale danoise, sa plus haute autorité civile.